# 해리 트레더웨이
해리 트레더웨이(Harry Treadaway, 1984년 9월 10일 ~ )는 잉글랜드의 배우이다. 드라마 《미스터 메르세데스》(2017-18)로 2018년 제22회 새틀라이트상 텔레비전 드라마 부문 남우주연상 후보에 올랐다.

## 출연 작품

### 영화
- 컨트롤 (2000)
- 시티 오브 엠버: 빛의 도시를 찾아서 (2008)
- 피쉬 탱크 (2009)
- 앨버트로스 (2011)
- 카크니즈 vs 좀비스 (2012, Cockneys vs Zombies)
- 론 레인저 (2013)
- 그링고 (2018) - 마일즈 역
- 헤일로 오브 스타즈 (2019, Halo of Stars)

### 텔레비전
- 아가사 크리스티: 미스 마플 (2006, Agatha Christie's Marple)
- 페니 드레드풀 (2014-16) - 빅터 프랑켄슈타인 역
- 미스터 메르세데스 (2017-18)
- 더 크라운 (2019)
- 스타트렉: 피카드 (2020)